# Fernand Masoero
Fernand Masoero est un ancien pilote automobile français de rallye et de course de côte, né le 6 décembre 1926 à Digne d'une famille originaire de Suisse et mort le 31 octobre 2020 à Orange, ayant exercé le métier de garagiste et de concessionnaire pour la marque italienne Alfa Romeo à Avignon et à Orange (où un square lui est d'ailleurs dédié par la municipalité).

## Biographie
Alors qu'il évoluait au CAD Digne comme footballeur, il fit la connaissance du natif Jean Rolland (avec lequel il fut accidenté aux 24 Heures du Mans 1964 sur Alfa Romeo Giulia TZ de la Scuderia St. Ambroeus).
Il évolua sur Alfa Romeo entre 1952 (côtoyant alors parfois encore Fangio au siège social de Turin) et 1980 (avec un statut de pilote officiel jusqu'en 1970, à la suite d'un concours de l'usine turinoise terminé deuxième à Monza), à de rares exceptions près comme au Tour de France automobile 1961 sur Ferrari 250 GT SWB avec Henri Oreiller, devenant concessionnaire de la marque au trèfle à Orange après sa collaboration avec les ateliers Bozzato et Conrero, les préparateurs du constructeur pour voitures de tourisme (Bernard Consten et Jean Rolland eurent également à l'époque un contrat de pilotes d'usine avec celui-ci).
Il eut ainsi l'occasion de disputer à plusieurs reprises l'épreuve organisée dans sa propre région, le Rallye des Lavandes (ou Rallye d'Orange).
Sa collection d'Alfa Romeo a été en grande partie dispersée lors d'une vente aux enchères parisienne organisée dans le Palais des congrès, le 17 novembre 1997 (soit une trentaine de véhicules).

## Palmarès

### Au côté d'Henri Oreiller
- Rallye Lyon-Charbonnières en 1961, sur Alfa Romeo Giulietta SZ;
  - 2e du tour de France automobile en 1958 et 1959, catégorie Tourisme, sur  Alfa Romeo Giulietta TI;
  - 3e du tour de Corse en 1959, sur Alfa Romeo Giulietta Veloce;

### Seul pilote
(régulièrement entre 1963 et 1980)
- Rallye Grasse-Alpin en 1960, sur Alfa Romeo Giulietta Veloce (avec Paul Justamond);
- Rallye du Forez 1964 et 1965, sur  Alfa Romeo Giulietta TI (avec Jean Maurin);
- Vainqueur de classe (5) à la course de côte du Mont Ventoux en 1963, sur Alfa Romeo Giulietta TI;
- Vainqueur de Groupe 1 à la course de côte du Mont Ventoux en 1972, 1973 et 1976, sur Alfa Romeo 2000 GTV;
- Vainqueur de Catégorie (GT 2.0) au tour de France automobile en 1963, avec J. Maurin sur Alfa Romeo Giulietta TI Super (4e en GT et 5e au général);
  - 2e du rallye alpin des 10 cols en 1958, sur Alfa Romeo Giulietta (avec Robin);
  - 2e en handicap tourisme au tour de France automobile en 1962, sur Alfa Romeo Giulietta;
  - 2e du rallye de Lorraine en 1965, sur Alfa Romeo de l'écurie Méditerranée (avec Maurin).

(nb: participation aux 24 Heures du Mans 1964 avec Jean Rolland, sur Alfa Romeo Giulia TZ de la Scuderia St. Ambroeus -classe GT 1.6; abandon-).

## Distinction
- Médaille d'honneur de la jeunesse et des sports en 1965 (des mains de François Missoffe, alors ministre).